# Овчарската корона
Овчарската корона е комичен фентъзи роман, последният написан от Тери Пратчет преди смъртта му през март 2015 г. Това е 41-вият роман от поредицата Светът на диска и петият, базиран на героя Тифани Сболки. Публикуван е в Обединеното кралство на 27 август 2015 г. от издателство Penguin Random House и в Съединените щати на 1 септември 2015 г.  
В началото на юни 2015 г. дъщерята на автора – Риана Пратчет обявява, че Овчарската корона ще бъде последният роман от Света на Диска и че няма да бъде публикувана друга работа, включително незавършена. 